# The Daily
The Daily è il primo quotidiano al mondo che è stato concepito appositamente per la distribuzione digitale tramite iPad, di proprietà della News Corporation.
Il quotidiano ha iniziato le sue pubblicazioni il 2 febbraio 2011 ed è disponibile esclusivamente nel formato digitale.
Il lancio originale del quotidiano doveva avvenire a San Francisco il 19 gennaio 2011; tuttavia, è stato posticipato dalla stessa News Corporation e dalla Apple. Alla fine The Daily è stato lanciato ufficialmente il 2 febbraio 2011 presso il Solomon R. Guggenheim Museum di New York.
Il 4 dicembre ne è stata annunciata la chiusura (ufficializzata per il 15 dello stesso mese) poiché "l'audace esperimento di editoria digitale non ha trovato pubblico sufficiente per farlo funzionare nel lungo termine". Parte del personale e delle tecnologie del Daily saranno assegnati al New York Post, mentre è già iniziata la mobilità degli altri redattori verso altre testate del gruppo.